# Сент Флоријан (Алабама)
Сент Флоријан (енгл. St. Florian) град је у америчкој савезној држави Алабама. По попису становништва из 2010. у њему је живело 413 становника.

## Демографија
Према попису становништва из 2010. у граду је живело 413 становника, што је 78 (23,3%) становника више него 2000. године.
| Група             | 2000.       | 2010.       |
| Белци             | 331 (98,8%) | 400 (96,9%) |
| Афроамериканци    | 2 (0,6%)    | 10 (2,4%)   |
| Азијати           | 2 (0,6%)    | 0 (0,0%)    |
| Хиспаноамериканци | 0 (0,0%)    | 1 (0,2%)    |
| Укупно            | 335         | 413         |